# Saquinavir
Saquinavir è un farmaco ad attività antiretrovirale appartenente alla classe degli inibitori delle proteasi. Il farmaco è utilizzato come un componente della cosiddetta terapia HAART (terapia antiretrovirale altamente attiva) la quale consiste in una particolare combinazione di farmaci inibitori della proteasi con altri farmaci atti a bloccare la proliferazione del virus HIV. Il farmaco è utilizzato in associazione a ritonavir, quest'ultimo impiegato a dosaggi subterapeutici ma sufficienti ad inibire lo stesso enzima che metabolizza saquinavir ed altri inibitori della proteasi, con la funzione quindi di "potenziatore" della biodisponibilità di saquinavir. In Italia il farmaco è venduto dalla società farmaceutica Roche nella forma di capsule molli da 200 mg con il nome commerciale di Fortovase e nella forma di compresse rivestite da 500 mg, contenenti saquinavir mesilato, con il nome commerciale di Invirase.

## Farmacodinamica
La proteasi del virus HIV è un enzima che opera specifici 'tagli' sulle proteine precursori del virus separandole in proteine di dimensioni minori. Il processo di taglio (clivaggio) avviene mentre i virioni gemmano dalle cellule infettate, ed è fondamentale sia per una corretta replicazione del virus all'interno della cellula, che per il rilascio di particella virali mature.
Saquinavir si comporta come un mimetico di questi siti di rottura. Agendo come un inibitore reversibile e molto selettivo occupa i siti attivi della proteasi dell'HIV-1 e dell'HIV-2 bloccando l'assemblaggio di virus infettante e quindi la diffusione dell'infezione a nuove cellule.
Esperimenti in vitro su colture cellulari hanno evidenziato che saquinavir produce un effetto antivirale additivo e sinergico contro il virus HIV-1 in doppia o tripla terapia di combinazione con vari inibitori della transcriptasi inversa (ad esempio zidovudina, zalcitabina, lamivudina stavudina ed altri), senza un incremento della citotossicità.
Nello studio scientifico MaxCmin1 trial, è stata confrontata la sicurezza e l'efficacia di saquinavir/ritonavir 1000/100 mg, due volte al giorno, associati a due inibitori non nucleosidici della trascrittasi inversa (NNRTI) versus indinavir/ritonavir 800/100 mg, due volte al giorno, in associazione a due NRTI/NNRTI in 306 soggetti (sia naive che già precedentemente trattati con l'inibitore della proteasi).
Nelle conclusioni dello studio si sottolinea come saquinavir potenziato da ritonavir e indinavir hanno una efficacia antiretrovirale assolutamente comparabile ai dosaggi studiati.
Nello studio MaxCmin2 trial, uno studio aperto multicentrico e randomizzato comprendente pazienti provenienti dal Canada, Europa, USA e Sud America, la sicurezza e l'efficacia di saquinavir/ritonavir 1000/100 mg, due volte al giorno, più 2 NRTI/NNRTI è stata confrontata con lopinavir/ritonavir 400/100 mg, due volte al giorno, più 2 NRTI/NNRTI in 324 soggetti (sia naive che già precedentemente trattati con l'inibitore della proteasi).
Lo studio ha confermato una elevata efficacia ed una limitata tossicità dei due regimi terapeutici studiati. L'associazione lopinavir/ritonavir presentava effetti antiretrovirali migliori rispetto a saquinavir/ritonavir alle dosi e nelle formulazioni studiate. Tuttavia gli autori dello studio attribuiscono la differenza di efficacia alla capacità di aderire alla terapia assegnata, piuttosto che una diversa potenza intrinseca degli inibitori della proteasi dello studio.

## Farmacocinetica
Dopo somministrazione per via orale saquinavir viene assorbito dal tratto gastrointestinale. L'assorbimento è basso e variabile. Non esistono studi che valutino la biodisponibilità assoluta del farmaco quando somministrato da solo. La somministrazione di saquinavir 600 mg tre volte al giorno in molti pazienti si riflette in concentrazioni plasmatiche di farmaco troppo basse e verosimilmente inefficaci per inibire la replicazione di HIV.

Al contrario il farmaco in combinazione con ritonavir alle dosi di 1000/100 mg due volte al giorno garantisce una maggiore concentrazione sistemica di saquinavir e perdurante a livelli terapeuticamente efficaci per 24 ore. Infatti ritonavir è un inibitore dell'enzima epatico responsabile del metabolismo ed eliminazione di saquinavir, il citocromo P450 3A4 (CYP3A4).
Saquinavir viene metabolizzato principalmente a livello epatico grazie alla attività del citocromo P450 (CYP) 3A4, ma in letteratura è riportato anche un metabolismo intestinale che coinvolge il medesimo sistema enzimatico.

## Usi clinici
Saquinavir è indicato per il trattamento di soggetti adulti con infezione da HIV-1. Il farmaco deve essere somministrato solo in combinazione con altri farmaci antiretrovirali e ritonavir.

## Effetti collaterali ed indesiderati
In corso di trattamento con saquinavir gli eventi avversi più spesso riportati dai pazienti sono stati: dispepsia, nausea e vomito, dolore addominale, flatulenza, diarrea o meno frequentemente costipazione. Inoltre è possibile che si verifichino depressione, insonnia, ansia, cefalea, astenia, diminuzione dell'appetito ed alterazioni del gusto.

## Dosi terapeutiche
La terapia con saquinavir è estremamente specialistica e deve essere iniziata e successivamente condotta da un infettivologo specializzato nella cura delle infezioni da HIV. Il trattamento degli adulti si esegue ad un dosaggio raccomandato di 1000 mg (equivalenti a 5 capsule), due volte al giorno,  associati a 100 mg di ritonavir, sempre due volte al giorno, assunto in contemporanea a saquinavir, entro due ore dalla assunzione di cibo. La terapia deve essere eseguita in combinazione con altri farmaci inibitori della proteasi (PI) e inibitori non nucleosidici della trascrittasi inversa.

Nella terapia di associazione lo specialista può valutare l'opportunità di una riduzione della dose quando saquinavir potenziato con ritonavir è somministrato con alcuni altri inibitori della proteasi di HIV.

## Interazioni
Il metabolismo del farmaco è mediato dal citocromo P450, ed in particolare dall'isoenzima specifico, CYP3A4. Inoltre saquinavir rappresenta un substrato ed un bloccante della glicoproteina P (P-gp). Per tale motivo il farmaco è suscettibile di interazioni con gli induttori (ad esempio la rifabutina e la rifampicina) e gli inibitori (ad esempio la claritromicina ed il chetoconazolo) di questo enzima.

Ritonavir, nelfinavir, indinavir e la delavirdina, tutti potenti inibitori di CYP3A4, incrementano in modo marcato le concentrazioni plasmatiche di saquinavir.

## Gravidanza e allattamento
Studi sperimentali su animali non hanno evidenziato effetti dannosi diretti o indiretti su embrione o feto, sull'andamento della gravidanza e sullo sviluppo peri e post-natale. Il farmaco è stato utilizzato solo in un numero limitato di donne gravide e solo raramente sono state riportate malformazioni congenite e difetti alla nascita. Tuttavia il farmaco deve essere usato in gravidanza solo se il potenziale beneficio giustifica i potenziali rischi per il feto.

Non esistono studi analitici su animali o sull'uomo circa la secrezione di saquinavir nel latte materno. Si ricorda in ogni caso che le donne con infezione da HIV dovrebbero evitare di allattare i propri figli, al fine di evitare la trasmissione del virus.